# Judy Nyirati
Judith Ann „Judy“ Nyirati (* 30. Juni 1944, geborene Judy Richards) ist eine australische Badmintonspielerin. 

## Karriere
Judy Nyirati siegte 1969, 1970, 1972 und 1973 bei den australischen Meisterschaften im Dameneinzel. Für Australien startete sie 1969, 1971 und 1975 bei der Whyte Trophy sowie 1970 und 1974 bei den British Commonwealth Games. 1970 wurde sie dort Fünfte im Einzel. Bei den Victoria International gewann sie mehr als 20 Titel.

## Referenzen
- Annual Handbook of the International Badminton Federation, London, 28. Auflage 1970, S. 110–112

| Personendaten    | Personendaten                                     |
| ---------------- | ------------------------------------------------- |
| NAME             | Nyirati, Judy                                     |
| ALTERNATIVNAMEN  | Nyirati, Judith Ann; Richards, Judy (Geburtsname) |
| KURZBESCHREIBUNG | australische Badmintonspielerin                   |
| GEBURTSDATUM     | 30. Juni 1944                                     |